# Ouvèze
Die Ouvèze [uvɛz] (okzitanisch Ovesa) ist ein Fluss in Südfrankreich, der in den Regionen Auvergne-Rhône-Alpes und Provence-Alpes-Côte d’Azur verläuft. Sie durchfließt auf ihrem Weg die Départements Drôme und Vaucluse.

## Verlauf
Die Ouvèze entspringt im Gemeindegebiet von Montauban-sur-l’Ouvèze auf 840 Metern Höhe, entwässert generell in südwestlicher Richtung und mündet nach rund 93 Kilometern bei Sorgues, an der nördlichen Gemeindegrenze von Avignon, als linker Nebenfluss in einen Seitenarm der Rhone.

## Zuflüsse
| linke Zuflüsse: - Ravin de Chantaour - Ruisseau de Ruissieux - Ruisseau de la Faysse - Ravin de Fargant - Ravin de Combaron - Ravin de Combe Richaud - Charuis - Ruisseau de Combau - Ruisseau de Guérindon - Ruisseau des Vignes - Menon - Ravin de Rieu Chaud - Ravin des Brugières - Ruisseau de Derboux - Ravin de la Roussonne - Grand Vallat - Toulourenc - Ruisseau de Riaille - Groseau - Tarain - Ruisseau du Grand Alizier - Trignon - Ruisseau de la Limade - Sorgue - Griffon | rechte Zuflüsse: - Ravin de la Couvagne - Rieu - Ruisseau de Crabaye - Ruisseau de Ruègne - Ruisseau de Cramy - Ruisseau d'Anaru - Ravin des Baumes - Ruisseau de Montpasset - Entane - Ruisseau de la Micoulaude - Ruisseau des Moures - Riou - Ravin des Buissières - Ravin de Sainte Catherine - Ravin de Margari - Ruisseau de la Combette - Ravin des Crosses - Ravin des Barates - Ruisseau des Péchières - Ravin de Malguéri - Ruisseau de Laval - Ravin de Salomon - Ravin des Aspirants - Ravin de Charillianne - Ravin de Pisse-Rouille - Ravin de Pontillard - Eyguemarse - Vallat de Gournier - Vallat de la Buissière - Vallat de la Carpentrasse - Lauzon - Vallat de la Tulisse - Rieu - Seille |

## Orte am Fluss

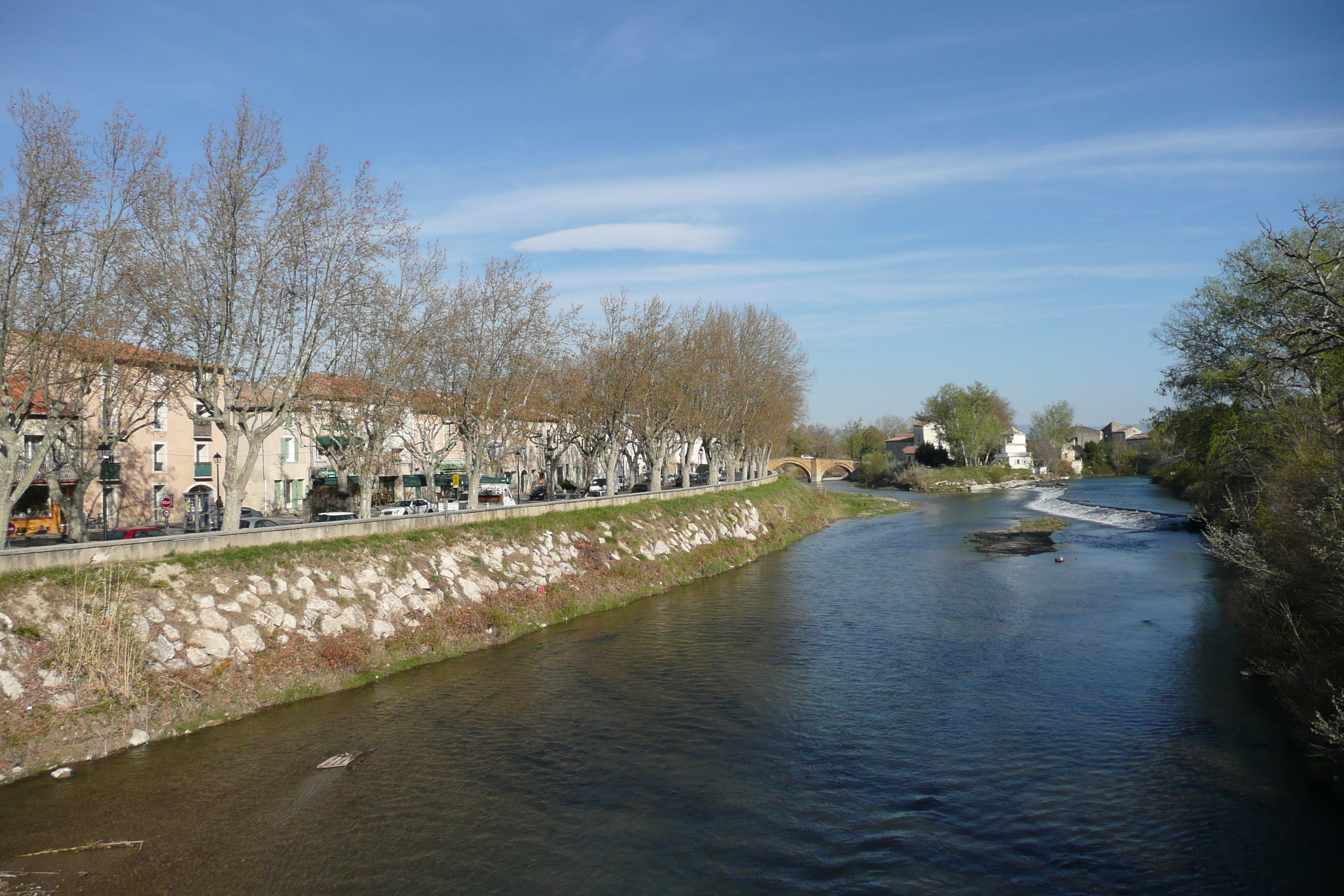
Die Ouvèze in Bédarrides

- Montauban-sur-l’Ouvèze
- Buis-les-Baronnies
- Pierrelongue
- Mollans-sur-Ouvèze
- Vaison-la-Romaine
- Violès
- Jonquières
- Bédarrides
- Sorgues

## Verkehr
Entlang des Flusses verlaufen mehrere Straßen, hauptsächlich Départementstraßen. Früher verlief entlang des Flusses auch die Schmalspurbahn Orange–Buis-les-Baronnies, deren Trasse heute teilweise als Straße oder Radweg genutzt wird.